# Robert Motherwell
Robert Motherwell (Aberdeen, Washington, 24 de enero de 1915 - 16 de julio de 1991) fue un pintor estadounidense y una figura destacada del expresionismo abstracto. Fue uno de los miembros más jóvenes de la llamada New York School (Escuela de Nueva York), que también incluía a Jackson Pollock, Mark Rothko y Willem de Kooning.

## Trayectoria artística
Se licenció en Filosofía en la Universidad de Stanford en 1937 y un año antes de finalizar sus estudios de doctorado en la Universidad de Harvard cambió de orientación y empezó a estudiar Arte e Historia en la Universidad de Columbia bajo las órdenes de Meyer Schapiro. Su extensa formación retórica le sería muy útil a Motherwell y sus compañeros expresionistas abstractos, así recorrió Estados Unidos impartiendo conferencias acerca de lo que estaban creando en Nueva York. Sin sus grandes capacidades comunicativas (además de su prolífica creación pictórica), otros expresionistas abstractos quizás no hubiesen visto la luz (como por ejemplo Rothko, que era extremadamente tímido y rara vez salía de su estudio). Los escritos completos de Motherwell ofrecen una excepcional visión del mundo del expresionismo abstracto. Era un escritor lúcido y seductor y sus ensayos se consideran una introducción perfecta para los que quieren leer sobre arte no figurativo pero no se aventuran en extensos y complicados tratados sobre arte.
El mayor objetivo de Motherwell era mostrar al espectador el compromiso mental y físico del artista con el lienzo. Prefería utilizar la dureza de la pintura negra como elemento básico; una de sus más conocidas técnicas consistía en diluir la pintura con aguarrás para crear un efecto de sombra. Su extensa serie de pinturas conocida como "Elegías a la República Española" es generalmente considerada su proyecto más significativo. Motherwell fue miembro de la dirección editorial de la publicación vinculada al Surrealismo "VVV".
El Museo de Arte Moderno de Fort Worth alberga la mayor colección de obras de Motherwell. En el Empire State Plaza pueden encontrarse además algunas de sus obras. El Walker Art Center tiene una colección casi exhaustiva de sus grabados.

## Libros
- Una Encuesta Ilustrada sobre el Expresionismo Abstracto Americano de 1950s, Prensa de la Escuela de Nueva York 2003 ISBN 0-9677994-1-4
- Artistas Abstractos Expresionistas de Escuela de Nueva York Elegidos Por Artistas, Prensa de la Escuela de Nueva York 2000 ISBN 0-9677994-0-6